# 페르노리카
페르노리카 S.A.(Pernod Ricard S.A.)는 1975년 설립된 프랑스의 주류 회사이다. 증류주 및 파스티스를 생산한다. 앱솔루트 보드카, 시바스 리갈, 로얄살루트, 마르텔 등의 브랜드를 보유하고 있다.

## 페르노리카 코리아
한편, 故 장진호 회장 취임 뒤 비슷한 형태의 진로그룹의 상황이 그랬던 것처럼 무리한 사업확장 탓인지 2000년 해체된 씨그램 음료 사업을 인수하기도 했으며 진로그룹 계열 중 하나인 진로 위스키사업부문은 1999년 9월 지분 70%를 얼라이드 도맥에 양도하여 진로발렌타인스로 분사됐고 모기업 얼라이드 도맥이 뒷날 해당 기업(페르노리카)에 인수되자 자동으로 진로발렌타인스와 페르노리카 코리아의 통합 절차를 밟게 됐지만 진로발렌타인스의 주주인 진로가 하이트 컨소시엄으로 인수되면서 발생한 복잡한 지분 구조 때문에 골머리를 썩이기도 했으며 2008년 9월 페르노리카 코리아로 통합됐다.